# Branislav Jánoš
Branislav Jánoš (* 8. leden 1971, Trenčín) je bývalý slovenský hokejový útočník a trenér.

## Osobní život
Je ženatý, s manželkou Renatou má dceru Simonu a syna Nicolase.

## Hráčská kariéra
S hokejem začínal v Dukle Trenčín, kde odehrál své nejúspěšnější roky. V sezóně 1991/92 se stal mistrem československé ligy, byl členem produktivního útoku s Robertem Petrovickým a Zikmundem Pálffym, v obraně hráli Róbert Švehla a Miloš Holaň. V posledním ročníku československé ligy vstřelil v základní části 40 gólů.
Před další sezónou ho angažoval Brynäs IF ze švédské Elitserien, neprosadil se však a opět hrával za Duklu Trenčín. Od sezóny 1995/96 úspěšně působil v české extralize – první rok v Zlíně, další čtyři v Třinci.
Sezónu 2002/03 odehrál ve Zvolenu. Následně působil tři roky v Slovanu Bratislava, v ročníku 2004/05 získal mistrovský titul. Před sezónou 2006/07 měl nabídky ze Žiliny a Trenčína, nakonec upřednostnil finančně výhodnější angažmá v klubu 2. německé bundesligy Weisswasser Füchse. Další rok začal v MsHK Žilina, v jeho průběhu přestoupil do českých Vítkovic.
Před sezónou 2008/09 posílil nováčka slovenské extraligy HC '05 Banská Bystrica, jeho spoluhráči byli další zkušení hokejisté Ján Pardavý a Vladimír Vlk, v základní části vstřelil 23 branek. V průběhu následujícího ročníku přestoupil do Dukly Trenčín. Ročník 2011/12 hrál za ŠHK 37 Piešťany v 1. SHL v 42 zápasech základní části dosáhl 40 bodů a pomohl mužstvu vybojovat postup do extraligy. 30. listopadu 2012 s ním však vedení rozvázalo smlouvu, následně se stal hráčem polského týmu GKS Tychy.
V srpnu 2013 než 42letý uzavřel smlouvu s prvoligovým mužstvem MSHK Prievidza, člen výkonného výboru Vladimír Svitok uvedl, že se od něj očekává především zkušenost. 23. října 2013 utrpěl po nárazu na mantinel zlomeninu klíční kosti. Trenér mužstva Jindřich Novotný označil jeho zranění za dlouhodobější.
7. listopadu 2013 se stal asistentem nově jmenovaného trenéra Dukly Trenčín Milana Staša.

## Klubové statistiky
| Sezona    | Klub                   | Soutěž     | Základní část | Základní část | Základní část | Základní část | Základní část | Základní část | Play off | Play off | Play off | Play off | Play off | Play off |
| Sezona    | Klub                   | Soutěž     | Z             | G             | A             | B             | TM            | + / -         | Z        | G        | A        | B        | TM       | + / -    |
| --------- | ---------------------- | ---------- | ------------- | ------------- | ------------- | ------------- | ------------- | ------------- | -------- | -------- | -------- | -------- | -------- | -------- |
| 1989/1990 | Dukla Trenčín          | CSHL       | 21            | 3             | 3             | 6             |               |               |          |          |          |          |          |          |
| 1990/1991 | Dukla Trenčín          | CSHL       | 55            | 26            | 18            | 44            |               |               |          |          |          |          |          |          |
| 1991/1992 | Dukla Trenčín          | CSHL       | 38            | 21            | 25            | 46            |               |               | 12       | 7        | 11       | 18       |          |          |
| 1992/1993 | Dukla Trenčín          | CSHL       | 46            | 40            | 31            | 71            | 86            |               |          |          |          |          |          |          |
| 1993/1994 | Brynäs IF              | Elitserien | 15            | 2             | 2             | 4             | 10            |               |          |          |          |          |          |          |
|           | Team Gävle AF          | 2. SHL     | 7             | 2             | 8             | 10            | 4             |               |          |          |          |          |          |          |
|           | Dukla Trenčín          | SE         | 18            | 8             | 7             | 15            |               |               |          |          |          |          |          |          |
| 1994/1995 | Dukla Trenčín          | SE         | 34            | 22            | 14            | 38            | 96            |               | 9        | 3        | 4        | 7        | 8        |          |
| 1995/1996 | Dukla Trenčín          | SE         | 49            | 27            | 32            | 59            | 56            | +25           |          |          |          |          |          |          |
| 1996/1997 | Dukla Trenčín          | SE         | 52            | 33            | 45            | 78            | 121           | +42           |          |          |          |          |          |          |
| 1997/1998 | HC Zlín                | ČE         | 50            | 18            | 19            | 37            | 58            |               |          |          |          |          |          |          |
| 1998/1999 | HC Oceláři Třinec      | ČE         | 27            | 3             | 13            | 16            | 28            |               | 10       | 5        | 3        | 8        | 6        |          |
| 1999/2000 | HC Oceláři Třinec      | ČE         | 52            | 18            | 23            | 41            | 69            | +4            | 4        | 0        | 2        | 2        | 27       | -1       |
| 2000/01   | EC Kapfenberg          | RHL        | 3             | 1             | 2             | 3             | 2             | -2            |          |          |          |          |          |          |
|           | HC Oceláři Třinec      | ČE         | 47            | 22            | 22            | 44            | 66            | +5            |          |          |          |          |          |          |
| 2001/2002 | HC Oceláři Třinec      | ČE         | 48            | 14            | 17            | 31            | 84            | -2            | 5        | 0        | 0        | 0        | 4        | -7       |
| 2002/2003 | HKm Zvolen             | SE         | 46            | 24            | 13            | 37            | 99            |               | 9        | 1        | 7        | 8        | 6        |          |
| 2003/2004 | HC Slovan Bratislava   | SE         | 44            | 22            | 25            | 47            | 52            | +28           | 12       | 2        | 5        | 7        | 24       | -1       |
| 2004/2005 | HC Slovan Bratislava   | SE         | 20            | 1             | 2             | 3             | 6             | -1            | 18       | 0        | 1        | 1        | 4        | -2       |
| 2005/2006 | HC Slovan Bratislava   | SE         | 52            | 12            | 22            | 34            | 118           | +14           | 3        | 0        | 0        | 0        | 16       | -1       |
|           | HC Slovan Bratislava   | EPM        | 2             | 0             | 0             | 0             | 2             | 0             |          |          |          |          |          |          |
| 2006/07   | Weisswasser Füchse     | 2. Bun.    | 42            | 12            | 26            | 38            | 94            |               | 6        | 3        | 1        | 4        | 10       | [ 5 ]    |
| 2007/2008 | MsHK Žilina            | SE         | 37            | 10            | 19            | 29            | 54            | +1            |          |          |          |          |          |          |
|           | HC Vítkovice           | ČE         | 13            | 1             | 0             | 1             | 12            | -4            |          |          |          |          |          |          |
| 2008/2009 | HC '05 Banská Bystrica | SE         | 55            | 23            | 16            | 39            | 66            | +16           | 5        | 2        | 1        | 3        | 14       | -2       |
| 2009/2010 | HC '05 Banská Bystrica | SE         | 24            | 7             | 6             | 13            | 24            | +6            |          |          |          |          |          |          |
|           | Dukla Trenčín          | SE         | 23            | 10            | 17            | 27            | 46            | +15           |          |          |          |          |          |          |
| 2010/2011 | Dukla Trenčín          | SE         | 49            | 7             | 16            | 23            | 28            | +6            | 11       | 2        | 3        | 5        | 8        | 0        |
| 2011/2012 | ŠHK 37 Piešťany        | 1. SHL     | 42            | 15            | 25            | 40            | 52            | +31           | 14       | 4        | 7        | 11       | 33       |          |
| 2012/2013 | ŠHK 37 Piešťany        | SE         | 13            | 2             | 3             | 5             | 22            | +4            |          |          |          |          |          |          |
|           | GKS Tychy              | PHL        | 13            | 5             | 6             | 11            | 6             | +3            | 12       | 4        | 4        | 8        | 6        | +6       |
| 2013/2014 | MšHK Prievidza         | 1. SHL     | 12            | 7             | 6             | 13            | 26            | +2            |          |          |          |          |          |          |

## Reprezentace
Reprezentoval Československo na světovém šampionátu do 20 let v roce 1991, kde zaznamenal 4 góly a 4 asistence a pomohl vybojovat bronzovou medaili .. Zúčastnil se ZOH 1994 (6. místo), v úvodním zápase proti Švédsku (4:4) vstřelil první gól Slovenska v historii olympijských her. Členem reprezentačního výběru byl i na MS C 1994, které se konaly v Popradu a Spišské Nové Vsi, MS B 1995 v Bratislavě, MS 1996, MS 1997 a MS 1998,
hrál i na neúspěšné kvalifikační části v rámci ZOH 1998 v Naganu.
Celkově odehrál za slovenskou reprezentaci 117 zápasů, zaznamenal 37 branek.
| Turnaj             | Místo konání                          | Z  | G | A  | B  | Umístění      | Soupisky          |
| ------------------ | ------------------------------------- | -- | - | -- | -- | ------------- | ----------------- |
| MS 1994 (skup.C/1) | Slovensko (Poprad a Spišská Nová Ves) | 6  | 5 | 2  | 7  | Zlatá medaile |                   |
| ZOH 1994           | Norsko (Lillehammer)                  | 8  | 1 | 4  | 5  | 6. místo      | Soupiska ZOH 1994 |
| MS 1995 (skup.B)   | Slovensko (Bratislava)                | 7  | 2 | 4  | 6  | Zlatá medaile |                   |
| MS 1996            | Rakousko (Vídeň)                      | 5  | 0 | 0  | 0  | 10. místo     | Soupiska MS 1996  |
| MS 1997            | Finsko (Helsinky, Turku, Tampere)     | 8  | 0 | 4  | 4  | 9. místo      | Soupiska MS 1997  |
| ZOH 1998           | Japonsko (Nagano)                     | 4  | 1 | 0  | 1  | 10. místo     | Soupiska ZOH 1998 |
| MS 1998            | Švýcarsko (Curych, Basilej)           | 0  | 0 | 0  | 0  | 7. místo      | Soupiska MS 1998  |
| Celkem na MS (5x)  |                                       | 26 | 7 | 10 | 17 |               |                   |
| Celkem na ZOH (2x) |                                       | 12 | 2 | 4  | 6  |               |                   |